# 佐保明梨
佐保 明梨（さほ あかり、1995年6月8日 - ）は、日本の女性アイドルであり、女性アイドルグループ『アップアップガールズ（仮）』の元メンバーである。
東京都出身。YU-M エンターテインメント所属。

## 略歴
- 幼稚園児の頃よりモーニング娘。が好きであり[6]、小学1年生の時にハロー!プロジェクト・キッズ オーディションを受けたが落選[7]。その後、2004年（当時小学3年生）に、ハロプロ エッグ オーディション2004に合格し[7]、ハロー!プロジェクトの研修生『ハロプロエッグ』のメンバーになった[8][9]。

2005年
- 代々木第一体育館で行われた『Hello! Project 2005 夏の歌謡ショー〜'05 セレクション!コレクション!〜』で、バックダンサーとしてコンサート初出演[8]。「踊っていても、まだ信じられなく、鳥肌が立ちました」という感想を残している[9]。

2007年
- 5月、初めて行われたハロー!プロジェクト新人公演[注釈 1]に出演[10]。同公演では初めてマイクを持って歌った[10]。
- 12月、『ともいき・木を植えたい』に加入[10][11]。

2008年
- 9月20日、イベント「しゅごキャラ!まつり in ODAIBA」で、和田彩花・前田憂佳・福田花音とともに4人組ユニット『しゅごキャラエッグ!』を結成することを発表[12][13]。同ユニットは12月にメジャーデビューした[14]。

2009年
- 4月、ハロプロエッグより新グループ（後のスマイレージ）が結成された[15]。同グループのメンバー4名のうち3名は『しゅごキャラエッグ!』のメンバーから選ばれたが、佐保は選ばれなかった[15]。
- 7月15日、Hello!ProjectオムニバスCD『チャンプル①〜ハッピーマリッジソングカバー集〜』に田中れいなに代わる『あぁ!』の新メンバーとして参加[16]。

2010年
- 夏、所属事務所より、ハロプロエッグの高校生以上のメンバー全員と、中学生以下のメンバーの一部に研修課程修了という通達があったが[17]、当時中学3年生であった佐保にはこの時点では通達されていなかった[18]。

2011年
- 冬（正月）に行われたハロー!プロジェクトのコンサートに『あぁ!』のメンバーとして参加[18]。同コンサート最終日である1月23日に行われた神戸での公演が結果的にハロプロエッグとしての最後の公演となった[18]。
- 3月26日、「ハロプロ エッグ 汐留AXイベント」に出演する予定だったが、同イベントは東日本大震災の影響により延期となり、佐保は延期された公演には出演しなかった[19]。
- この頃、佐保に対し所属事務所よりハロプロエッグの研修課程修了という通達があった[18]。同時に、アップフロントガールズ（仮）への加入を所属事務所より提案された[18]。同提案より1ヶ月程度加入するか否か迷っていたが、2009年6月に行われた新人公演のDVDを見て「自分がめっちゃ楽しそうに踊ってるんですよ。これは続けなかったら絶対に後悔する」と考え、加入するという意思を所属事務所に伝えた[18]。
- 4月18日、ハロプロエッグの研修課程を修了したことを発表[20]。
- 5月3日、アップフロントガールズ（仮）に加入[21][8]。同日より「アップフロントガールズ（仮）オフィシャルブログ」更新開始[21]。後にグループ名は『アップアップガールズ（仮）』に改名[22]。

- 5月17日、仙石みなみとともに、K-POPカバーダンスグループ『UFZS』に加入[8][23]。
- 8月27日、元モーニング娘。のリンリンとともに、ハルビン市・中央大街で行われた『中日カワイイファッションショー』に出演した[24]。日本以外の国へ行くのは佐保にとって初の体験であり、行く前はさまざまな不安を抱えていたが、実際に行ってみると不安はなくなり、日本以外の国へ行くことに不安を持たないようになった[25]。この経験より「いろいろなことや人を受け入れられるやわらかい大人になりたい」と結論付けている[25]。
- 12月21日、NHK Eテレのテレビ番組『Rの法則』のR'sメンバー2期生となることが決まり、佐保はこの日より同番組に出演している[26]。

2012年
- 1月1日、アップフロントグループの所属タレントによって構成される女性フットサルチーム『Gatas Brilhantes H.P.』の新メンバーになったことが発表され[27]、4月29日には、背番号が24であることが発表された[28][注釈 2]。

2017年
- 3月29日、初となるソロライブを初台The DOORSにて行った[30]。

2020年
- 4月21日、初となるソロCD「Destroy the Brain!/NEW WONDER SEASON」を発売した[31]。
- 10月23日、アップアップガールズ（仮）を卒業する予定であることを発表し[32]、同年12月31日に卒業した[33]。

## 人物
- アップアップガールズ（仮）でのメンバーカラーは黄色[34]。2011年6月6日に行われた「アップフロントガールズ（仮）メンバーカラー決め大抽選会」にて決定した[35]。水色を希望していた[36]が、水色は当初より用意されていなかった[37]。また、UFZSでの担当カラーもイエローである[38]。
- 特技は空手[11]、水泳[21]、太鼓[21]。コンサート等のMCで空手による板割り[39][40][41]や、瓦割り[42]を披露することがある。2014年には「佐保道場」と題したイベントでバット折りを披露した[43]。2016年に初段（黒帯）を取得[44]。同年の日本武道館公演では、氷柱割りに成功した[45]。

## 作品

### シングル
- Destroy the Brain!/NEW WONDER SEASON（2020年4月21日）[31]

### 映像作品
- 第一回 ハロー!プロジェクト新人公演 〜さるの刻〜/〜とりの刻〜（2007年）
- 2008 ハロー!プロジェクト新人公演9月 〜芝公園STEP!〜（2008年11月）[46]
- つんく♂THEATER第6弾「あぁ女子合唱部〜栄光のかけら2008〜」（2009年6月）
- 2009 ハロー!プロジェクト新人公演6月 〜中野STEP!〜（2009年9月）[47]
- DVD付初回限定版 しゅごキャラ! 第10巻（2009年10月23日） - 『ミュージカル しゅごキャラ!』の模様等が収録されたDVD付のコミック[48]。
- 数学♥女子学園 DVD-BOX（2012年5月29日）[49]

## 出演

### テレビ
- エンタメキャッチ（2007年3月17日・24日、TBS）
- 特番!!ちゃお.TV〜ハロプロエッグのプリンセス決定戦〜（2007年9月2日・10月7日、キッズステーション）
- 第58回NHK紅白歌合戦 （2007年12月31日、NHK総合 / BS2）[50] - バックダンサーとして出演
- しゅごキャラパーティー!（2009年10月3日 - 2010年3月27日、テレビ東京系列）[51] - アミュレットスペードアカリとしてレギュラー出演
- Rの法則（2011年12月21日 - 2016年3月28日[52]、NHK Eテレ） - R'sメンバー2期生として出演[26]
- アイドルNO編集ぶらり旅 そのまんま流 （2017年8月26日、9月2日 Kawaiian for ひかりTV、Kawaiian for ひかりTV4K）- ゲスト出演

### テレビドラマ
- 勇者ヨシヒコと魔王の城 第8話（2011年8月27日、テレビ東京）
- 数学♥女子学園（2012年1月11日 - 3月28日、日本テレビ） - 初台みな 役[53]

### インターネット動画
- To be（2011年8月24日 - 9月28日、フジテレビ『見参楽』）[54]
- ぶらり路上プロレス（2017年3月 - 、#13 - 14、#19 - 20、Amazonプライム・ビデオ） - 旅人

### ミュージックビデオ
- 真野恵里菜6thシングル「春の嵐」（2010年） - バックダンサー
- 真野恵里菜7thシングル「お願いだから…」（2010年） - 同上
- 真野恵里菜8thシングル「元気者で行こう!」（2010年） - 同上
- fu_mou「Abyssal Drop」（2016年） - fu_mouのアルバム『with open』のジャケット写真にも起用されている[55]。

### 映画
- 星砂の島のちいさな天使 〜マーメイドスマイル〜（2010年6月19日公開）[56]
- 讐 〜ADA〜（2013年7月27日公開[57]）[58]
- 聖なるもの（2018年4月14日）- 莉奈 役

### 舞台
- つんく♂THEATER第6弾｢あぁ 女子合唱部〜栄光のかけら2008〜｣（2008年9月13日・15日、全電通ホール）岸ありさ 役[59]
- ミュージカル しゅごキャラ!（2009年8月13日 - 2009年8月23日、 博品館劇場）[60]ちか 役ほか
- 2009年秋季エッグ研修発表会〜女優宣言〜（2009年10月7日・9日、池袋シアターグリーン BIG TREE）
- 2010年秋季エッグ研修発表会〜女優宣言〜（2010年10月1日、時事通信ホール）[61]

### CM・広告
- 迷惑メール相談センター「詐欺行為を働く迷惑メールに注意を喚起する啓発ポスター」（2016年）[62]

### コンサート
- Hello! Project 2005 夏の歌謡ショー〜'05 セレクション!コレクション!〜（2005年7月23日・24日、代々木第一体育館） - バックダンサー
- 第一回 ハロー!プロジェクト新人公演 〜さるの刻〜／〜とりの刻〜（2007年5月13日、渋谷C.C.Lemonホール）[10]
- 2007 ハロー!プロジェクト新人公演8月 〜横浜で会いましょう〜（2007年8月26日、横浜BLITZ）
- 2007 ハロー!プロジェクト新人公演11月 〜品川で会いましょう〜（2007年11月23日、品川ステラボール）[63]
- 2008 ハロー!プロジェクト新人公演3月 〜キラメキの横浜 〜（2008年3月29日、横浜BLITZ）[64]
- Berryz工房&℃-ute 仲良しバトルコンサートツアー2008春 〜Berryz仮面 vs キューティーレンジャー〜 （2008年4月20日、横浜アリーナ）[65]
- 2008 ハロー!プロジェクト新人公演6月 〜赤坂HOP!〜（2008年6月22日、赤坂BLITZ）[66]
- 08夏 ナイスガールプロジェクト!エモーショナルライブ〜ミラクル セクシー ダイナマイト〜（2008年8月9日、東京厚生年金会館）[67]
- 2008 ハロー!プロジェクト新人公演9月 〜芝公園STEP!〜（2008年9月23日、メルパルクホール）[68]
- 2008 ハロー!プロジェクト新人公演11月 〜横浜JUMP!〜（2008年11月24日、横浜BLITZ）[69]
- 2009 ハロー!プロジェクト新人公演4月 〜横浜HOP!〜（2009年4月4日・5日、横浜BLITZ）[70]
- 2009 ハロー!プロジェクト新人公演6月 〜中野STEP!〜（2009年6月7日、中野サンプラザ）[71]
- 2009 ハロー!プロジェクト新人公演9月 〜横浜JUMP!〜（2009年9月23日、横浜BLITZ）[72]
- 2009 ハロー!プロジェクト新人公演11月 〜横浜FIRE!〜（2009年11月23日、横浜BLITZ）[73]
- 2010年ハロプロエッグ ノリメンLIVE 2月（2010年2月28日、山野ホール）[74]
- 2010 ハロー!プロジェクト新人公演3月 〜横浜GOLD!〜（2010年3月27日、横浜BLITZ）[75]
- 2010 ハロー!プロジェクト新人公演6月 〜横浜HOP!〜（2010年6月5日、横浜BLITZ）[76]
- 2010 ハロー!プロジェクト新人公演9月 〜横浜STEP!〜（2010年9月5日、横浜BLITZ）[77]
- 2010 ハロー!プロジェクト新人公演11月 〜横浜JUMP!〜（2010年11月28日、横浜BLITZ）[78]
- 佐保明梨ソロLive Change & Destroy（2017年3月29日・31日、初台The DOORS）[30][79]
- 佐保明梨 The LIVE Destroy the Brain!（2018年3月16日・19日、初台The DOORS）[80]

### イベント
- Cutie Circuit 2007 〜MAGICAL CUTIE感謝祭〜（2007年8月24日、東京体育館）
- モーニング娘。“熱っちぃ地球を冷ますんだっ。”文化祭2007 in 横浜のエコバスツアー（2007年10月7日・8日） - 古峰桃香とともに参加。
- 五木ひろしクリスマスディナーショー2007（2007年12月24日、東京プリンスホテル鳳凰の間）[81] - 古川小夏、前田憂佳、福田花音、小川紗季らと出演。
- ハロプロエッグデリバリーステーション!03（2008年3月8日、サンストリート亀戸）[82]
- ファンクラブ Hello! Project 10周年記念・ハロプロエッグ ファンクラブ限定イベント（2008年8月11日、パシフィックヘブン）[83]
- しゅごキャラ!まつり in ODAIBA（2008年9月20日、アクアシティお台場アクアアリーナ）[12][13]
- ハロプロエッグ ファンクラブ限定イベント 第2弾（2009年2月21日、パシフィックヘブン）[84]
- ハロプロエッグ デリバリーステーション in 夏 Sacas'09 Sacas Water Park（2009年8月31日、赤坂サカス）[85]
- ハロプロエッグ デリバリーステーション06（2010年2月13日、アルカステージ）[86]
- ハロー!プロジェクトプレゼンツ 〜ハロ☆フェス in お台場グルメPARK〜（2010年5月1日 - 3日、お台場グルメPARK内特設ステージ）[87]
- ハロプロエッグ ファンクラブ限定イベント（2010年6月23日、パシフィックヘブン）[88]
- 汐留博覧会2010「ハロプロエッグ」（2010年8月19日・26日、汐留AX）[89][90]
- 中日カワイイファッションショー（2011年8月27日、ハルビン市・中央大街） - 元モーニング娘。のリンリンと出演[24]。